# Got a Girl
Got a Girl es un dúo musical estadounidense formado por la actriz Mary Elizabeth Winstead y el productor musical Dan the Automator que se formó en 2012. El primer álbum de estudio de la banda, I Love You but I Must Drive Off This Cliff Now, se lanzó en 2014. 

## Historia
Winstead y Nakamura (Dan the Automator) trabajaron juntos en el álbum Event 2 de Deltron 3030, que Nakamura produjo y Winstead proporcionó la voz de las canciones «The Agony» y «Look Across the Sky». Nakamura también había escrito canciones para la banda sonora de Scott Pilgrim vs. the World, que protagonizó Winstead. 
De acuerdo con Exclaim!, Got a Girl se originó en 2010, cuando la pareja se conoció en una cena de reparto de Scott Pilgrim vs. the World. Winstead se acercó a Nakamura diciendo que era fanática. En el estreno de la alfombra roja de la película, Nakamura le preguntó a Winstead si podían «hacer música juntos».
En mayo de 2012, The Playlist informó que Winstead y Nakamura estaban trabajando en un disco. Winstead había cantado previamente una versión a cappela de la canción «Baby It's You» de The Shirelles para la película de 2007 Grindhouse, y coescribió y grabó una demo con el productor musical Thai Long Ly. Winstead y Dan también interpretaron una canción original en el SXSW en marzo de 2013. 
El 22 de julio de 2014, el dúo lanzó I Love You but I Must Drive Off This Cliff Now en Bulk Recordings.
En septiembre de 2015, se embarcaron en una gira por cuatro ciudades: Seattle, San Francisco, Nueva York y Los Ángeles, donde tocaron en vivo su álbum completo, incluida una versión de «I’ve Been Thinking» de la escuela de modelaje de Handsome Boy.

## Discografía

### Álbumes
- I Love You but I Must Drive Off This Cliff Now  (2014).[7]

### Sencillos
- «You and Me (Board Mix)» (2013).[7][7]
- «I'm Down» (2013).[7]
- «Did We Live Too Fast?» (2014).[7]
- «There's a Revolution» (2014).[7]